# Gracilinanus agricolai
Gracilinanus agricolai eller Cryptonanus agricolai är en pungdjursart som först beskrevs av João Moojen 1943. Gracilinanus agricolai ingår i släktet Gracilinanus, och familjen pungråttor. Inga underarter finns listade. Artepitet i det vetenskapliga namnet hedrar den brasilianska fysikern Ernani Agricola som var ansvarig för att Brasiliens nationalmuseum fick en samling av olika däggdjur.
Enligt Voss et al. (2005) bör arten listas i släktet Cryptonanus.
Pungdjuret förekommer i östra Brasilien i landskapen Caatinga och Cerradon. Regionen har upp till 750 meter höga kullar.